# سیارک ۸۰۶۶
سیارک ۸۰۶۶ (به انگلیسی: 8066 Poldimeri، نامگذاری:1980PB2) هشت هزار و شصت و ششمین سیارک کشف شده‌است که در ۶ اوت ۱۹۸۰ کشف شد.
قدر مطلق سیارک برابر ۴۴.۶ است.